# Go.com
Go.com est un nom de domaine internet racine détenu par la Walt Disney Company qui a été un portail web et le nom de la division filiale internet de Disney. Le portail existe mais sous une forme réduite tandis que la société a été renommé Walt Disney Internet Group, qui assure toujours la gestion du site.
Ce portail est devenu le domaine racine des principales filiales américaines de Disney : ABC News, ESPN, et Familyfun.com. Mais ce n'était pas sa fonction première. Disney avait pour projet d'en faire un site portail servant d'annuaire, concurrent d'AOL.com. Entre 2000 et 2008, il comprenait aussi Movies.com, revendu à une filiale de Comcast.
Cette tentative a eu le même résultat que le site pathfinder.com de TimeWarner, une importante dépense d'argent pour aucun retour car les internautes préféraient désormais utiliser des moteurs de recherche au lieu de portails ou sites d'annuaires tenus par de grandes entreprises.

## Historique
Le nom de domaine go.com a été acheté en 1995 par la Walt Disney Company qui s'inquiétait de la disparition rapide des noms de domaines courts (moins de cinq lettres) ainsi que ceux ayant un sens. Le site se veut un moteur de recherche.
Le 18 juin 1998, Disney annonce son intention d'acheter 43 % de Infoseek. Le même jour, les deux sociétés annoncent le développement d'un portail baptisé Go Network sur le domaine Go.com. Le rachat d'Infoseek est finalisé le 18 novembre 1998 avec en contrepartie le rachat de Starwave Corporation par Infoseek.
À la suite de l'annonce d'Infoseek-Disney le site devient un portail internet et rouvre le 12 janvier 1999,, le moteur de recherche intégré au portail est remplacé par celui d'Infoseek. Disney est devenu le propriétaire de la société Go.com, éditrice du site, et va se servir du site Go.com comme domaine principal pour ses filiales. La mention "Part of the Go Network" figure en bas de chaque page des sous-sites. Le logo comprend alors un GO blanc sur fond de feu vert.
Le site a différentes fonctions :
- Point d'entrée pour les sites des différentes filiales de Disney
  - Commercial pour le public
  - Professionnel avec différents extranets
- Point d'entrée pour les usagers du service d'accès à Internet Disney
- Moteur de recherche

Le 12 juillet 1999, Infoseek et la Walt Disney Company annonce la fusion de Walt Disney Internet Group avec Infoseek pour former Go.com.
Le 28 janvier 2000, Go.com perd le procès qui l'oppose au site GoTo.com à propos de la forte ressemblance entre leur logo et la justice impose le paiement de 21,5 millions de dollars de dommages au profit de GoTo.com. Le logo est changé pour un simple "GO" vert suivi d'un ".com" gris surmonté d'une flèche en pointillé jaune.
Le 2 août 2000, la société Go.com est rebaptisée Walt Disney Internet Group et devient cotée en bourse au NASDAQ mais le site internet garde son nom.
Le 22 septembre 2000 le site GO.com propose une version test de son concept d'annuaire internet. Le site est relancé officiellement le 17 octobre 2000.
En janvier 2001 Disney décide d'arrêter la fonction de fournisseur d'accès à Internet de Go.com et le moteur de recherche, liquidant les actions de WDIG contre des actions Disney et  licenciant 400 personnes. Ironiquement, le moteur de recherche a été remplacé par celui de GoTo.com.
Le site continue toutefois de regrouper les différentes filiales de Disney.

### Identité visuelle (logo)

Premier logo [Quand ?]
Second logo de Go.com [Quand ?]
logo actuel [Quand ?]

## Les sous-domaines du site Go.com
Le site GO.com comporte actuellement de nombreux sous-domaines dont voici les principaux :
- disney.go.com
  - disneyland.disney.go.com
  - disneyworld.disney.go.com
  - disneycruise.disney.go.com
- disneyshopping.go.com
- disneymobile.go.com
- abc.go.com
- abcnews.go.com
- abcfamily.go.com
- abcradio.go.com
- espn.go.com
- familyfun.go.com
- movies.go.com

L'arborescence même des sites Disney montre les possibilités des DNS. Certaines parties des sites sont des répertoires d'un domaine. Ainsi, Disney Channel est situé sous le domaine racine disney.go.com tout comme Walt Disney Pictures. Des sites plus récents ont eux leurs propres domaines (Disneyland, Disneyworld). Il existe en plus des domaines spécialisés et peu visibles comme celui de transfert entre les domaines (transfert.go.com) ou ceux de publicité (adimages.go.com ou adclick.go.com). L'ensemble des sites du domaine de GO.com place Disney dans les dix premiers fournisseurs de contenu internet.